# Knjige u 1928.
◄◄ | ◄ | 1925. | 1926. | 1927. | 1928.  | 1929. | 1930. | 1931. | ► | ►►
Arhitektura • Astronomija • Biologija • Film • Fotografija • Glazba • Kazalište • Kemija • Kiparstvo • Knjige • Književnost • Kršćanstvo • Meteorologija • Medicina • Planinarstvo • Politika • Pravo • Promet • Slikarstvo • Strip • Šport • Televizija • Znanost • Zrakoplovstvo • Željeznički promet
Knjige u 1928.

## Svijet
- 10. studenoga izašao prvi nastavak romana Na zapadu ništa novo  E. M. Remarquea.

## Vanjske poveznice
|  | Zajednički poslužitelj ima još gradiva o temi Knjige iz 1928. |